# Nikos Anastasiadis
Nikos Anastasiadis (řecky Νίκος Αναστασιάδης, * 27. září 1946) je kyperský politik. Od roku 1997 je předsedou kyperské středopravicové strany Demokratické shromáždění a v roce 2013 vyhrál 24. února prezidentské volby. Do úřadu prezidenta, ve kterém vystřídal Dimitrise Christofiase, nastoupil 28. února.
V prvním kole prezidentských voleb v roce 2013 získal 45,2 %, a postoupil tak do druhého kola s levicovým kandidátem Stavrosem Malasem, který získal 27,1 % hlasů. Ve druhém kole získal Anastasiadis 57,48 % hlasů a ve volbách tak zvítězil. Jeho programem je získat důvěru a pomoc Evropské unie a Mezinárodního měnového fondu, aby Kypr dostal úvěry a odvrátil hrozící bankrot.
Anastasiadis obhájil post ve volbách v roce 2018, když ve druhém kole porazil stejného protikandidáta jako před 5 lety. Znovu kandidovat již nemohl, takže v úřadu skončil 28. února 2023.
Občanským povoláním je Anastasiadis právník. Od roku 1971 je ženatý a má dvě dcery.